# Bithynia montenegrina
Bithynia montenegrina е вид охлюв от семейство Bithyniidae.

## Разпространение и местообитание
Този вид е разпространен в Черна гора.
Обитава сладководни басейни, реки и канали.